# قضية فحوص العذرية العسكرية في مصر 2011
هي قضية بدأت أحداثها في 9 مارس 2011 تتعلق بتعرض نساء محتجات قبض عليهن في ميدان التحرير للتعذيب على أيدي عسكريين تابعين للجيش، بما في ذلك إخضاعهن «لفحوصات العذرية».  فعقب إخلاء المحتجين من ميدان التحرير بالعنف في 9 مارس، قامت الشرطة العسكرية باحتجاز ما لا يقل عن 18 امرأة في الحجز العسكري، وتعرضن للضرب وللصعق بالكهرباء، وأخضعن لعمليات تفتيش بعد تعريتهن، بينما قام جنود ذكور بتصويرهن، ومن ثم أخضعن «لفحوصات لعذريتهن» وهددن بتوجيه تهم البغاء إليهن.
في 11 مارس 2012 حكمت المحكمة ببراءة أحمد عادل طبيب مجند في الجيش المصري قام بعملية الكشف على عذرية الناشطات.

## خلفية على الأحداث
شهد ميدان التحرير اشتباكات بين المؤيدين لاستمرار الاعتصام في الميدان والمطالبين بإخلائه، وقام الجنود ورجال في ثياب مدنية بتدمير مخيم للمتظاهرين في صينية ميدان التحرير التي تتوسطه، حيث كان الناس يخيمون بشكل متقطع منذ 28 يناير. اعتقل ضباط الجيش 20 امرأة على الأقل، بالإضافة إلى 174 رجلاً على الأقل، ونقلوهم جميعاً إلى داخل أسوار المتحف المصري، حيث نصب الجيش قاعدة مؤقتة منذ احتجاجات يناير، وقاموا بتعذيبهم. وثقت هيومن رايتس ووتش كيف قام الجيش بضرب وجلد وركل الرجال وضرب النساء وتقييدهم بالسلاسل إلى السور الحديدي، وصعقهم بالكهرباء. وقال النشطاء أنه تم الاعتداء عليهم وضربهم داخل المتحف المصري، وقالوا أنه تم احتجاز حوالي 17 فتاة وأكثر من 500 شاب ممن ألقي القبض عليهم، وقبض على بعض الناشطات السيدات واقتيدوا إلى منطقة عسكرية تسمى س28 وإجراء كشوف العذرية لهن بحسب رواية إحداهن.

## شهادات الضحايا
- سميرة إبراهيم: «كانوا بيكهربونا، ويدلقوا علينا ميه، ويشتمونا بإلفاظ مقززة، وكان فيه ناس بتضربك بالجزمة، ووضعوا معنا في حافلة ضخمة مجموعة بنات يرتدون عبايات سوداء، طلعوهم من المتحف وسطينا البنات، وكانت البنات بتشتم في ضباط الجيش بألفاظ مقززة جدا، وجابوا زجاجات ملوتوف وبدأوا يصورونا معهم على أن احنا بنات بلطجة ودعارة. وبيتنا في الأتوبيس واللي كان على لسانهم أنتم خربتوا البلد، أنتم عايزين ايه، وتسلمنا أربع عساكر يضربوا فينا طوال الليل، وبعدين وصلنا السجن الحربي. وجدت صورة الرئيس السابق حسني مبارك، كانت معلقة بالسجن الحربي، إحدى السيدات التابعة للجيش طلبت مني خلع ملابسي، وكانت الغرفة التي تقف بها المتظاهرات مشرعة الأبواب والشبابيك، ولما رفضن أدخلت علينا جنوداً، واعتدى أحدهم علي بالضرب. إضطريت أخلع وبعدين اللي على الشباك واقفين عمّلين يضحكوا ويتغمزوا علينا، وكانوا عساكر على ضباط. أنا يوميها أتمنيت الموت، مهما حكيت مش هقدر، وياريت أكتفوا بكده وبس خرجونا، وقسمونا مجموعتين كل مجموعة في زنزانة. إتذلينا، واتمنينا الموت. وبعدين لقيتها بتقولي أخلعي عشان البية هيكشف عليكي، وبعدين خلعت البنطلون. وبعدما كشف قالي تعالي امضي انك بنت. وتم توجيه تهماً أخرى إلينا، منها: محاولة إعتداء على ضباط جيش أثناء عملهم، وحمل أسلحة بيضاء، وكسر حظر التجوال، وتعطيل حركة المرور. وحكماً بالسجن صدر ضدي مع إيقاف التنفيذ.»[7]

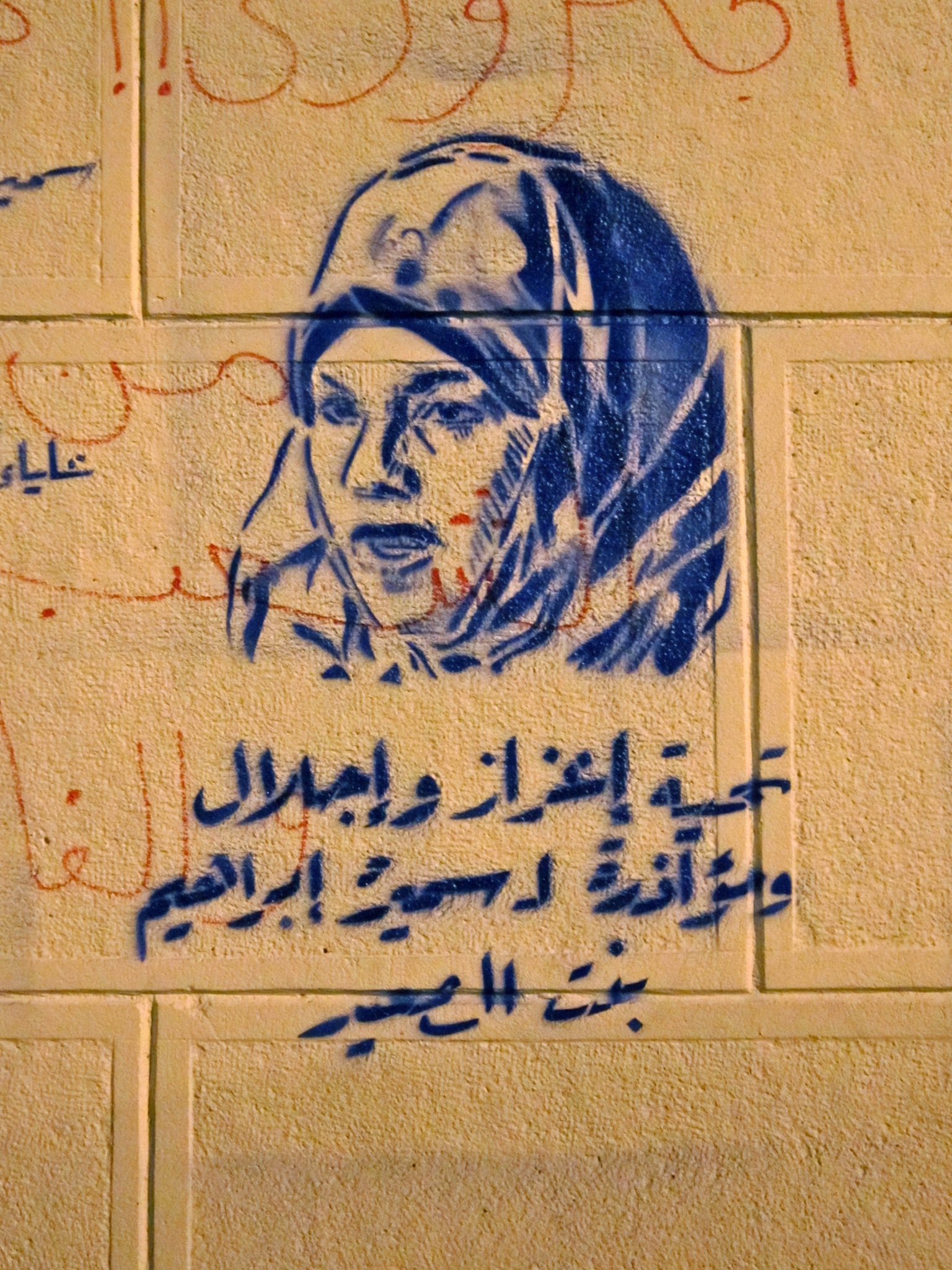

- رشا علي عبد الرحمن: «فور وصولي إلى مقر السجن الحربي، رأيت صورة للرئيس المخلوع حسني مبارك داخل السجن، ثم سألني عسكري اسمه إبراهيم عمّا إذا كنت حاملا، فأجابت بالنفي، وقلت إني ما زالت فتاة، لكنه رد علي قائلاً: عموماً هنعرف، داخل السجن، توجد حجرتان مفتوحتان على بعضهما البعض، أجري لنا الكشف في إحداهما، كان فيها سجانة تدعى عزة، وكانت ترتدي إسدالا أسود، وتقوم بتفتيش السيدات من خلال التجريد من الملابس، بحيث تكون الفتاة عارية تماماً، رغم وجود جنود في السجن، ورغم أن شباك الحجرة كان مفتوحاً. شعرت وما زلت أشعر بالإهانة جرّاء إجباري على التعري وسط الجنود، الذين كانوا ينظرون إلى معالم جسدي ويتفحّصونها، لا سيما أنني أجبرت أيضاً على الثني والمدّ. كان إحساساً فظيعاً، حتى اليوم أنا أعاني من هذا الأمر، بعد ذلك، حضر مأمور القسم وتحدث معي، في الوقت الذي كانت فيه البنات عاريات داخل الحجرة، وقلت له هذا لا يصح، لأنه من المفترض عدم اطلاع الرجال على عورات النساء، بل إن الإسلام يحرّم اطلاع المرأة على عورة المرأة، فكان ردّه بمنتهى الحدة: إذا رفضت تفتيشك من قبل مدام عزة، سوف أرسل عسكريا لتفتيشك، واضطررت إلى الدخول للتفتيش من قبل السجانة عزة، بدلاً من أن يفعل عسكري هذا الأمر معي، السجانة فتشتنا بشكل دقيق جداً، لدرجة أنّها كانت تفك شعورنا، وكانت ترتدي بنطلون به حزام ب» توكة«مميزة، وفوجئت بأن السجانة» عزة«تنادي على عسكري، وطلبت منه الدخول إلى الحجرة، وسألته: أتزيل توكة البنطلون أم لا، بينما كانت الفتيات عاريات تماماً. هذا الموقف كان شديد الصعوبة علينا. طبيباً دخل علينا الحجرة بعد ذلك، وسألنا من منّا آنسات ومن متزوجات، ووقعنا وبصمنا على كشف يضم أسماءنا. دخل عسكري يدعى إبراهيم، وهددنا قائلاً:» اللي هتقول إنها بنت وهيا مش بنت، هأكهربها وهأضربها«، وقال لفظ تاني يعني أنه سيمارس معها الجنس، ولما سألنا لماذا هذا التهديد، قال لأنه سوف يحدث لكم كشف طبي، نحن وعددنا 13 فتاة رفضنا الكشف، لكننا أجبرنا على الخضوع، نظراً لتلقينا تهديدات بالضرب والكهربة والتعذيب. الحجرة التي أجريت لنا فيها الإختبارات قام بها طبيب والسجانة عزة وضابطة كانت مسجونة، شعرت بالرعب مما يحدث، وكنت أتساءل: لماذا كل هذا، لماذا يفعلون ذلك بنا؟، بعد أن كشف علي الطبيب، وتأكد أنني بنت، وأن غشاء البكارة موجود، كتب ذلك في تقريره، ووقعت عليه.»[8][9]
- سلوى الحسيني (20 سنة): "عقب القبض عليَّ، تم اقتيادي إلى سجن عسكري في هايكستب، وأجبرت، مع نساء أخريات، على نزع جميع ملابسي للتفتيش من قبل حارسات يعملن في السجن، وفي غرفة ببابين مشرعين ونافذ، وبينما كانت عملية تفتيشي جارية وأنا دون ملابس، كان الجنود يتفرجون على ما يحدث داخل الغرفة ويلتقطون الصور للنساء العاريات. ثم أخضعت النساء "لفحوصات لعذريتهن" في غرفة أخرى قام بها رجل يرتدي معطفاً أبيض. وهددنا من ثم بأنه سيوجه الاتهام بممارسة البغاء "لمن سيتبين أنهن لسن عذارى".[1]
- رشا عزب (صحفية):«اعتقلت من ميدان التحرير، ويدي كُبلت وتعرضت للضرب والإهانة. فعقب القبض علينا، تم اقتياد 18 امرأة في بداية الأمر إلى ملحق تابع لمتحف القاهرة، حيث جرى تكبيل أيديهن وضربهن بالعصي وخراطيم المياه، وصعقن بالصدمات الكهربائية في صدورهن وسيقانهن، وجرى وصفهن» بالعاهرات«. وتمكنت من رؤية وسماع النساء المعتقلات الأخريات وهن يعذبن بالصدمات الكهربائية طوال فترة احتجازهن في المتحف. وأفرج عني عقب عدة ساعات مع أربعة رجال من الصحفيين أيضاً، ولكن النساء السبع عشرة الأخريات نقلن إلى السجن العسكري في هايكستب.»[1]

## ترتيب زمني لأحداث القضية
- 9 مارس 2011: فض ميدان التحرير بالعنف في 9 مارس، وتعرض نساء محتجات قبض عليهن في ميدان التحرير للتعذيب على أيدي عسكريين تابعين للجيش، وإخضاعهن «لفحوصات العذرية».
- 23 يونيو 2011: قدم محامو حقوق الإنسان الذين يمثلون سميرة إبراهيم شكوى لأول مرة لدى النيابة العسكرية[10]
- 27 يونيو 2011: اعترف عبد الفتاح السيسي - والذي كان رئيس الاستخبارات العسكرية المصرية حينها - أنه قد تم أجراء «اختبارات العذرية» لمتظاهرات موقوفات من قبل عسكريين مبررا ذلك بحماية الجيش من اتهامات محتملة بالاغتصاب. وهو أول مسؤول عسكري مصري معروف يقر بوجود هذه الممارسة التي كان ضباط آخرون اقروا بوجودها مثل اللواء حسين عثمان واللواء حسن الرويني واللواء حسن العطار مقدمين التبرير ذاته لممارستها.[11][12][13]
- 27 ديسمبر 2011: قضت محكمة القضاء الإداري بقبول الدعوى التي أقامتها سميرة إبراهيم، وألزمت المحكمة كل من المشير محمد حسين طنطاوى رئيس المجلس الأعلى للقوات المسلحة وقائد المنطقة العسكرية بمصروفات الدعوى، مصرحة بأن كشف العذرية انتهاك لحرمة أجساد الإناث وعدوان على كرامتهن وطالبت المجلس العسكري بألا يكرره.[2][14][15]
- 11 مارس 2012: حكمت المحكمة ببراءة أحمد عادل طبيب مجند في الجيش المصري قام بعملية الكشف على عذرية الناشطات.[2][3]

## ردود أفعال
- منظمة العفو الدولية:"إن إجبار النساء على الخضوع "لفحوص العذرية" أمر لا يمكن قبوله على الإطلاق. والغرض منه هو الحط من شأن المرأة لكونها امرأة. ويتعين على جميع العاملين في المهن الطبية رفض المشاركة في أي من هذه التي تسمى "فحوصات".[1]
- هيومن رايتس ووتش: «الجيش المصري لم يحقق أو يلاحق أحداً بتهمة الاعتداء الجنسي على سبع سيدات من قبل عناصر من الجيش بتاريخ 10 مارس2011 في السجن العسكري بمنطقة الهايكستب العسكرية، بدعوى إجراء» اختبارات عذرية«. بعد أكثر من سبعة أشهر، تبين أيضاً إخفاق النيابة العسكرية في التحقيق على النحو الملائم في حوادث تعذيب أخرى موثقة بحق هؤلاء النساء و13 أخريات، وما يُقدر بـ 170 رجلاً داخل أسوار المتحف المصري»
- أحمد حسام (محامى المجنى عليها): «المحكمة رفضت مطلبنا الرئيسى في القضية، وهو تعديل الاتهام من فعل علنى مخل بالحياء، إلى تهمة هتك العرض، وهى التهمة التي كانت النيابة العسكرية وجهتها أصلاً إلى المتهم أثناء التحقيقات، قبل أن يتدخل الادعاء العسكرى لتخفيف الاتهام، ولم تستجب للعديد من مطالبنا وعلى رأسها ضم دفتر نوبتجية السجانات العاملات في السجن الحربى، والتقارير الطبية المحررة بعد الكشف على المتظاهرات المقبوض عليهم وعددهن 17، وضم لائحة السجون العسكرية، والحصول على نسخة من محاضر جلسات المحاكم، لم يحدث طوال هذه المحاكمة ما يعطينا الثقة في أن الضحايا سيحصلن على حقهن في العدالة».[16]
- أعلنت مجلة «تايم» الأمريكية قائمتها لأكثر الشخصيات تأثيرًا على مستوى العالم لعام 2012، وتضمنت القائمة سميرة إبراهيم، صاحبة قضية «كشوف العذرية»[17]